# Brachyrhopala soluta
Brachyrhopala soluta là một loài ruồi trong họ Asilidae. Brachyrhopala soluta được Walker miêu tả năm 1861. Loài này phân bố ở miền Australasia.